# Psectrosciara dapsila
Psectrosciara dapsila är en tvåvingeart som beskrevs av Cook 1971. Psectrosciara dapsila ingår i släktet Psectrosciara och familjen dyngmyggor. Inga underarter finns listade i Catalogue of Life.